# Chelonus tobiasi
Chelonus tobiasi är en stekelart som beskrevs av Zhang, Shi, He och Chen 2008. Chelonus tobiasi ingår i släktet Chelonus och familjen bracksteklar. Inga underarter finns listade i Catalogue of Life.